# 我为什么不是穆斯林
我为什么不是穆斯林（英語：Why I Am Not a Muslim）是匿名作家以伊本·瓦拉克的笔名撰写的一本书，批判了伊斯兰教和《古兰经》。该书于1995年由美国普罗米修斯图书公司首次出版。该书的标题致敬了伯特兰·罗素的《我为什么不是基督徒》，罗素在文章中批判了他成长过程中的宗教。作者写作该书是出于对薩爾曼·魯西迪遭受死亡威胁的愤慨。